# Panam GP Series
La Panam GP Seires fue una serie de automovilismo con sede en América Latina. Fue el reemplazo de la Fórmula 3 Mexicana.

## Historia
En el 2002 comenzó como el Campeonato Mexicano de Formula Renault, pero en 2005 inició un proceso de internacionalización en Centroamérica y el norte de Sudamérica. En 2008, la serie tuvo un parón, lo que ocasiono que algunas personas se fueran a la Serie LATAM Challenge Seires con los mismos autos. En 2012, la serie volvió gracias a los coches de Fórmula Abarth.

## Campeones
| Temporada                              | Campeón                                | Equipo                                 |
| Campeonato Mexicano de Formula Renault | Campeonato Mexicano de Formula Renault | Campeonato Mexicano de Formula Renault |
| -------------------------------------- | -------------------------------------- | -------------------------------------- |
| 2002                                   | David Martínez                         |                                        |
| 2003                                   | Homero Richards                        |                                        |
| 2004                                   | Homero Richards                        | Nextel                                 |
| Fórmula Renault 2.0 Panam GP Series    |                                        |                                        |
| 2005                                   | Germán Quiroga                         |                                        |
| 2006                                   | Homero Richards                        | Estral                                 |
| 2007                                   | Hugo Oliveras                          | Fedex-Citizen                          |
| 2008                                   | Xavier Razo                            |                                        |
| Panam GP Series                        |                                        |                                        |
| 2012                                   | Sebastián Merchán                      | Team Costa Rica                        |
| 2013                                   | Rudy Camarillo                         | Team ROCA ACERO                        |
| 2014                                   | Miguel Alejandro Pérez                 |                                        |
| 2014                                   | Javier Echeverría                      | DDT México                             |
| 2015                                   | Giancarlo Vecchi                       |                                        |
| 2016                                   | Axel Matus                             | AIF/Apollo                             |

## Circuitos
- Negrita denota un circuito de Fórmula 1 que estuvo en el calendario.

| Número | Países, Circuitos                        | Carreras |
| ------ | ---------------------------------------- | -------- |
| 1      | Autódromo Hermanos Rodríguez             | 2        |
| 2      | Autódromo Miguel E. Abed                 | 2        |
| 3      | Autódromo del Águila                     | 3        |
| 4      | Autódromo de Toluquilla                  | 2        |
| 5      | Autódromo Monterrey                      | 2        |
| 6      | Autódromo San Luis 400                   | 1        |
| 7      | Autódromo de Zacatecas                   | 1        |
| 8      | Autódromo Pedro Cofiño                   | 3        |
| 9      | Autódromo La Guácima                     | 3        |
| 10     | Autódromo Internacional de Yahuarcocha   | 2        |
| 11     | Autódromo de Tocancipá                   | 2        |
| 12     | Caribbean International Motorsports Park | 1        |
| 13     | Autódromo de Turagua                     | 1        |